# زواج المثليين في هاواي
أصبح زواج المثليين قانونيا في ولاية هاواي الأمريكية منذ 2 ديسمبر 2013. عقدت الهيئة التشريعية لولاية هاواي جلسة خاصة تبدأ في 28 أكتوبر 2013، وأصدرت قانون المساواة في الزواج في هاواي الذي يشرع زواج المثليين. وقع الحاكم نيل أبركرومبي التشريع في 13 تشرين الثاني/ديسمبر، وبدأ الأزواج المثليون بالزواج في ديسمبر 2. كما تسمح ولاية هاواي على حد سواء للشركاء المثليين أو الشركاء المغايرين بإعطاء الطابع الرسمي لعلاقاتهم قانونيا في شكل الاتحاد المدني والعلاقات المتبادلة بين المستفيدين. توفر الاتحادات المدنية نفس الحقوق والمزايا والالتزامات للزواج على مستوى الولاية، بينما توفر العلاقات المتبادلة بين المستفيدين مجموعة محدودة من الحقوق.
وقد تم الطعن في رفض هاواي في منح تراخيص الزواج للأزواج المثليين لأول مرة في محكمة الولاية في عام 1991، وكلل المدعون في البداية ببعض النجاح. لكن الناخبين في هاواي قاموا تعديلا لدستور الولاية في عام 1998 للسماح للهيئة التشريعية بتقييد الزواج إاى الأزواج المغايرين. بحلول الوقت الذي نظرت فيه المحكمة العليا في هاواي في الاستئناف النهائي في القضية في عام 1999، أيدت حظر الولايات على زواج المثليين.
عندما دخل قانون الاتحاد المدني في هاواي حيز التنفيذ في بداية عام 2012، كانت حالات زواج المثليين التي عقدا في ولايات قضائية أخرى تعتبر اتحادات مدنية في هاواي.

## التاريخ القانوني

### قضية بايهر (1991-1999)
كانت قضية بايهر ضد ميكي (أصلاً قضية بايهر ضد لوين) قضت بها المحكمة العليا في هاواي، والتي وجدت في البداية رفض الدولة لمنح تراخيص زواج للأزواج المثليين تمييزية. في عام 1991، أقام ثلاثة من الأزواج المثليين دعوى قضائية ضد مدير الصحة في هاواي جون سي. لوين بصفته الرسمية، سعيا لإجبار الدولة على إصدار تراخيص زواج. بعد رفض القضية من قبل المحكمة الابتدائية، استأنف الأزواج للمحكمة العليا في الولاية. في الرأي التعددي الذي ألقاه رئيس المحكمة العليا رونالد مونفي عام 1993، قضت المحكمة بأنه على الرغم من أن الحق في الخصوصية في دستور ولاية هاواي لا يتضمن حقًا أساسيًا في زواج المثليين، فإن رفض الزواج للأزواج المثليين يشكل تمييزًا قائمًا على الجنس في انتهاك للحق في الحماية المتساوية المضمونة بموجب دستور الدولة. أعادت المحكمة القضية إلى محكمة المحاكمة، وأوعزت إلى أنه "وفقًا لمعايير" الدقيق، فإن العبء يقع على عاتق لوين للتغلب على افتراض أن "HRS § 572-1" [قانون الزواج في الولاية] غير دستوري من خلال إظهار أن إنه يعزز مصالح الدولة القهرية ويوجه بصعوبة لتجنب الاختصارات غير الضرورية للحقوق الدستورية."
في عام 1996، حكم القاضي كيفين إس. سي. تشان بأن الولاية لم تستوف عبء الإثبات. لم يثبت أن الولاية لديها مصلحة ملحة في رفض منح تراخيص الزواج للأزواج المثليين وحتى مع افتراض أنها لم تثبت أن HRS § 572-1 تم تصميمها بشكل ضيق لتجنب الاختصار غير الضروري للحقوق الدستورية. وأمر الولاية برفض إصدار تراخيص الزواج للأزواج المثليين المؤهلين. وفي اليوم التالي، أبقى تشانغ على حكمه، معترفًا بالموقف «الذي لا يمكن الدفاع عنه قانونًا» الذي سيتخذه الأزواج في حالة قيام محكمة هاواي العليا بإبطال الإستئناف.
في 9 ديسمبر 1999، أصدرت المحكمة العليا في هاواي، بعد إقرار تعديل دستوري يخول الهيئة التشريعية لولاية هاواي بتحديد الزواج إلى الأزواج المغايرين، قضت بأن «إقرار تعديل الزواج وضع HRS § 572-1 في فقرة جديدة. قام تعديل الزواج بتثبيته من خلال إخراج النظام الأساسي من نطاق فقرة الحماية المتساوية من دستور هاواي، على الأقل بقدر ما يقال إن النظام الأساسي، سواء على وجهه أو كما هو مطبق، يقيد الحد من الوصول إلى الحالة الزوجية للأزواج المغايرين، وبالتالي، سواء كان في الماضي ينتهك فقرة الحماية المتساوية أم لا في ما تقدم، لم تعد HRS § 572-1، وفي ضوء تعديل الزواج، يجب منحها كامل القوة والفعالية.» نظرًا لأن التعويض الذي طلبه المدعون - الوصول إلى تراخيص الزواج - لم يعد متاحًا، فقد عكس هذا القرار الذي أصدره تشانغ وأعيد النظر في القضية لإصدار الحكم لصالح المدعى عليه.

### التعديل الدستوري 2 (1998)
في أعقاب قرار أصدرته المحكمة العليا لولاية هاواي عام 1993 والذي خلص إلى أن رفض الولاية منح تراخيص زواج للأزواج المثليين تمييزيًا، وافق الناخبون في عام 1998 على تعديل دستوري يمنح الهيئة التشريعية لولاية هاواي سلطة تقييد الزواج إلى الأزواج المغايرين، مما جعل من المستحيل الطعن في حظر الولاية لزواج المثليين. سنت الولاية قانونًا يحدد الزواج كمؤسسة لـ «رجل وامرأة» في عام 1994، في أعقاب أول قرار صادر عن محكمة الولاية والذي نقد حرمان الدولة من تراخيص الزواج للأزواج المثليين.

### الاتحاد المدني (2009-2011)
تم النظر في مشاريع القوانين التي تُنشئ اتحادات مدنية (باللغة هاوائية: uniona kīwila) عدة مرات، لكنها فشلت في الحصول على موافقة اللجان التشريعية قبل عام 2009. في عام 2010، مرر مجلس النواب في هاواي ومجلس الشيوخ في هاواي مشروع قانون مجلس هاواي 444 (HB 444)، والذي كان من شأنه أن ينشئ اتحادات مدنية للشركاء المثليين والشركاء المغايرين. قامت الحاكمة ليندا لينغل بنقضه عبر الفيتو في يوليو 2010.
في أعقاب اعتراض لينغل على "مشروع قانون الاتحاد المدني 2009"، رفع الاتحاد الأمريكي للحريات المدنية ولامدا القانونية قضية يونغ صد لينغل" نيابة عن ستة من الأزواج المثليين. وتؤكد الدعوى، مع الاعتراف بأن الولاية تتمتع بسلطة دستورية للحد من الزواج إلى الأزواج المغايرين، أن دستور الولاية لا يزال ينص على معاملة الشركاء المثليين معاملة متساوية. تم سحب الدعوى في 31 مارس 2011.
تم إقرار مشروع قانون مشابه جوهريًا لـ مشروع قانون مجلس النواب 444، «مشروع قانون مجلس الشيوخ 232»، في 26 يناير 2011، من قبل لجنة القضاء والعمل بمجلس الشيوخ بتصويت 3 أصوات لصالح مقابل صوتين ضد (3-2)، وتمت الموافقة عليه من قبل مجلس الشيوخ 19 صوتا لصالح مقابل 6 أصوات ضد (19-6) في 28 يناير. تم إجراء تعديل على مشروع القانون في مجلس النواب قبل إقراره في 11 فبراير بتصويت 31 صوتا لصالح مقابل 19 صوتا ضد (31-19). أقر مجلس الشيوخ مشروع القانون المعدل في 16 فبراير، ووقعه الحاكم نيل أبركرومبي ليصبح قانونًا في 23 فبراير. بدأت الاتحادات المدنية في 1 يناير 2012.
عقد 417 من الشركاء المثليين اتحادا مدنيا في الأشهر الستة الأولى بعد دخول القانون حيز التنفيذ. قد تكون المشاركة المنخفضة ناتجة عن مشكلات تقنية تحيط بتحويل العلاقة المتبادلة بين المستفيدين إلى اتحاد مدني. تم توقيع مشروع قانون يصحح القضايا الانتقالية في 6 يوليو 2012. في نهاية عام 2012، عقد أكثر من 700 من الشركاء المثليين اتحادات مدنية. ومنذ شرعت هاواي زواج المثليين في نوفمبر/تشرين الثاني عام 2013، لا يزال الاتحاد المدني خيارا لكل من الشركاء المثليين والشركاء المغايرين، مما يجعل هاواي واحدة من بين أربع ولايات فقط (إلى جانب كل من كولورادو، إلينوي ونيوجيرسي؛ كاليفورنيا وواشنطن العاصمة التي تعترف قانونيا بزواج المثليين على حد سواء كما تسمح بالشراكات المنزلية المثلية وتوفير العديد من مزايا الزواج) تسمح بذلك.

### قضية جاكسون (2012-2014)
في 7 ديسمبر 2011، أقام شريكان مثليان دعوى في محكمة المقاطعة الأمريكية للحصول على تراخيص الزواج في هاواي، والتي كانت في ذلك الوقت تحظر التراخيص لمثل هؤلاء الأزواج. استند إنكار الولاية إلى قوانين الزواج الخاصة بها: المادة 1، الفقرة 23 من دستور هاواي، والتي تترك أي قرار بشأن زواج المثليين إلى الهيئة التشريعية للولاية، إلى جانب قانون هاواي (والذي تم إلغاؤه فيما بعد)، المادة 572-1، التي تحدد الزواج فقط «بين رجل وامرأة.» تم تسمية القضية في المرة الأولى بقضية «جاكسون ضد أبركرومبي»، بعد اسم المدعي الأول ناتاشا جاكسون وحاكم هاواي المدعى عليه الأول نيل أبركرومبي. في 27 يناير 2012، أضافت شكوى معدلة المدعي غاري برادلي، شريك واحد في اتحاد مثلي أراد الزواج ولكن اعتقد أنه من غير المجدي تقديم طلب الزواج. جادل المدعون أن قوانين الزواج تنتهك بند الإجراءات القانونية وشرط الحماية المتساوية في دستور الولايات المتحدة. وافق الحاكم أبركرومبي مع المدعين على أن الحظر ينتهك كلا من بنود الدستور الأمريكي، لكن مديرة الصحة في الولاية، لوريتا فودي، سمح لها بالدفاع عن الحظر. فضلا عن أشهر من المفاوضات داخل تجمعات الديمقراطيين لمجلسي الشيوخ والنواب ومع قادة مجلسي الهيئة التشريعية، ودعا أبركرومبي إلى عقد دورة استثنائية يوم 28 أكتوبر، مع وعده بتوقيع مشروع القانون، وكانت قيادات المجلس واثقة من وجود الأغلبية اللازمة للمرور.
مرر مجلس الشيوخ في الولاية مشروع قانون الزواج في 30 أكتوبر بأغلبية 20 صوتا لصالح مقابل 4 أصوات ضد (20-4)، وتلاه مجلس النواب في 8 تشرين الثاني في تصويت 30 صوتا لصالح مقابل 19 صوتا ضد (30-19)، ولكن بعد نقاش عام واسع ومحاولة ل«تعطيل» التشريع. أعيد مشروع القانون إلى مجلس الشيوخ للموافقة على تعديلات مجلس النواب التي وسعت الإعفاءات الدينية وقدم مجلس الشيوخ موافقة تشريعية نهائية في 12 نوفمبر، في تصويت 19 صوتا لصالح مقابل 4 أصوات ضد (19-4) لتقديمه إلى مكتب الحاكم. وقع الحاكم نيل أبركرومبي مشروع القانون في 13 نوفمبر، وبدأ الأزواج المثليون في الزواج في 2 ديسمبر 2013. في الأسبوعين الأولين من دخول القانون حيز التنفيذ، تقدم 526 من الأزواج المثليين للحصول على تراخيص الزواج. يتم تعريف الزواج في هاواي حاليا على النحو التالي:

#### القضية ك«جاكسون ضد أبركرومبي»
في أمر صادر في 8 أغسطس 2012، رفض قاضي محكمة المقاطعة الأمريكية آلان كاي مزاعم المدعين ومنح التماس المدعى عليه للحكم بإجراءات موجزة، مؤيدا حظر هاواي على زواج المثليين. أصبح قرار القاضي كاي أول قرار صادر عن محكمة يستشهد به في بحث «بنية الأسرة الجديدة» لمارك ريغنروس، وهو بحث صادقت عليه جمعية علم الاجتماع الأمريكية، وكذلك رفضته محكمة الولايات المتحدة الجزئية للمنطقة الشمالية بكاليفورنيا خلال قضية هولينغسورث ضد بيري.

#### الاستئناف كـ«جاكسون ضد فودي»
استأنف المدعون في جاكسون حكم القاضي كاي أمام محكمة الاستئناف بالدائرة التاسعة، وتم إعادة تسميتها الآن باسم «جاكسون ضد فودي». كان من المقرر في البداية أن يُستأنف الطعن على مسار مواز مع قضية مماثلة في نيفادا أمام نفس المحكمة، وهي قضية سيفسيك ضد ساندوفال حتى تم تعليق كلتا القضيتين، ريثما يتم البت في قرارات المحكمة العليا في قضيتين أخريين تتعلقان بزواج المثليين، وهما قضيتا هولينغسورث ضد بيري والولايات المتحدة ضد وندسور. تم حل هذه الحكم في 26 يونيو 2013، وفي 13 نوفمبر، سنت هاواي قانون المساواة في الزواج في هاواي مما أنهى الحظر المفروض على زواج المثليين.
على الرغم من هذا التشريع، لم يسحب المدعون الدعاوى القضائية، لكنهم ضغطوا على استئنافهم سعياً لإلغاء أمر المحكمة الأدنى. واستمعت الدائرة التاسعة للمرافعات الشفوية في 8 سبتمبر 2014، جنبا إلى جنب مع سيفسيك ضد ساندوفال وحالة أخرى ذات صلة، لاتا ضد أوتر أمام القضاة ستيفن راينهارت، رونالد إم. غولد، ومارشا إس بيرزون.
أعلنت محكمة الدائرة التاسعة يوم 10 أكتوبر 2014، أنها رفضت القضية لأن موضع نقاش بسبب تقنين هاواي لزواج المثليين وأبطلت بذلك قرار محكمة المقاطعة.

### تشريع زواج المثليين (2013)
في يناير 2013، عُرض مشروع قانون لتشريع زواج المثليين في الولاية أمام الهيئة التشريعية، لكن مشروع القانون فشل دون إجراء تشريعي. بحلول سبتمبر، بعد كل من قرارات المحكمة العليا الأمريكية في الولايات المتحدة ضد وندسور وهولنغسوورث ضد بيري، 

#### دعوى
استمع قاضي محكمة الدائرة في هاواي كارل ساكاموتو إلى طعن قانوني في مشروع قانون الزواج المقدم من أحد أعضاء الهيئة التشريعية، النائب بوب مكديرموت، الذي أكد أن التعديل الدستوري لعام 1998 يحظر على الهيئة التشريعية تشريع زواج من نفس الجنس. سعت الدعوى لمنع أي مسؤول حكومي من إصدار رخصة زواج حتى يتم البت في المسألة الدستورية لذلك. في 14 نوفمبر، قرر القاضي ساكاموتو أن التعديل الدستوري المعني لم يجبر الهيئة التشريعية على تعريف الزواج بين رجل واحد وامرأة واحدة، وأنه لم يمنح الهيئة التشريعية لولاية هاواي سوى سلطة حجز الزواج للأزواج المغايرين إذا اختارت القيام بذلك، وأنه «بعد كل التعقيد القانوني لتحليل المحكمة، ستحكم المحكمة بأن زواج المثليين في هاواي هو قانوني». وافقت المحكمة على اقتراح الولاية برفض الدعوى، مكديرموت ضد أبركرومبي، في 29 يناير 2014.
في محكمة هاواي العليا، تم الاستماع إلى دعوى الطعن في رفض قضية مكديرموت ضد أبركرومبي، مع عقد مرافعات شفهية في 18 ديسمبر 2014. في 27 مايو 2015، بعد إعادة تسمية القضية إلى ماكديرموت ضد إيغي، قضت المحكمة بأن المستأنفين لم يكن لديهم موقف للطعن في دستورية قانون المساواة في الزواج في هاواي، وألغوا أمر المحكمة الأدنى وأعادوا القضية إلى محكمة الدائرة «بتعليمات لرفض القضية لعدم وجود اختصاص».
تم تقديم تحد آخر بواسطة أحد سكان هاواي. في 19 فبراير 2014، وجدت قاضية محكمة هاواي الدائرية سوزان مولواي أن المدعي كان يفتقر إلى أساس لأنه فشل في إظهار أنه عانى من أي أضرار نتيجة لقانون المساواة في الزواج. في أغسطس 2016، أيدت محكمة الاستئناف بالدائرة التاسعة إلغاء القضية.

## الأثر الاقتصادي لزواج المثليين
أشارت دراسة أجريت في يونيو 2010 من قبل جامعة كاليفورنيا في لوس أنجلوس إلى أن الأزواج المثليين سينفقون ما بين 4.2 إلى 9.5 مليون دولار على احتفالات زفافهم، إذا سمح لهم بالزواج في هاواي. سوف ينفق الضيوف من خارج الولاية ما بين 17.8 إلى 40.3 مليون دولار، مما سيوفر بدوره من 193 إلى 333 وظيفة جديدة في هاواي بشكل أساسي في الأحداث وقطاعات السفر. يتم تقدير الأرقام في الدراسة على أساس فترة أربع سنوات.
قدرت دراسة أجرتها جامعة هاواي في يوليو 2013 مبلغ 217 مليون دولار إضافية في إنفاق الزائرين على مدى السنوات الثلاث التالية إذا قننت هاواي زواج المثليين.
قدر تحليل في عام 2015 أن التأثير الاقتصادي السنوي لزواج المثليين في هاواي كان حوالي 26.6 مليون دولار.

## إحصاءات الزواج
بحلول 30 يونيو 2015، تزوج 4,028 من الأزواج المثليين في ولاية هاواي منذ تشريع الم على 2 ديسمبر 2013، وهو ما يمثل 10.5% من 38,254 حالة زواج تم عقدها
في ذلك الوقت.
وفقا لوزارة الصحة في هاواي، تم الاحتفال بحالات زواج المثليين في الولاية كما يلي:
| النقلطعة       | 2013 (ديسمبر فقط) | 2014  | 2015  | 2016  | 2017  | العدد الإجمالي |
| -------------- | ----------------- | ----- | ----- | ----- | ----- | -------------- |
| هاواي          | 85                | 328   | 212   | 158   | 124   | 907            |
| هونولولو       | 293               | 1,218 | 787   | 666   | 598   | 3,562          |
| كاواي          | 53                | 367   | 176   | 182   | 123   | 901            |
| ماوي*          | 102               | 797   | 486   | 369   | 302   | 2,056          |
| العدد الإجمالي | 533               | 2,710 | 1,661 | 1,375 | 1,147 | 7,426          |

ملاحظة: * يشمل مقاطعة كالاواو